# Penkiv, Kostopil
Penkiv (în ucraineană Пеньків) este localitatea de reședință a comunei Penkiv din raionul Kostopil, regiunea Rivne, Ucraina.

## Demografie
Componența lingvistică a localității Penkiv
     Ucraineană (99,66%)
     Alte limbi (0,34%)
Conform recensământului din 2001, majoritatea populației localității Penkiv era vorbitoare de ucraineană (99,66%), existând în minoritate și vorbitori de alte limbi.